# Tower 42
Tower 42, tidligere kendt som NatWest Tower, er med 183 meter og 42 etager den højeste skyskraber i City of London og den femtehøjeste i London. Den blev oprindeligt bygget for National Westminster Bank, og set ovenfra minder den om bankens logo, tre vinkler arrangeret som en sekskant. Den blev tegnet af Richard Seifert og blev bygget mellem 1971 og 1979 på adressen 25 Old Broad Street. Bygningen åbnede i 1980 og havde da kostet 72 millioner pund. Den var den højeste bygning i Storbritannien, indtil One Canada Square i Docklands stod færdig i 1990.
51°30′55″N 0°5′2″V / 51.51528°N 0.08389°V